# Haïdouk (brigand)
Un haïdouk était un brigand de grand chemin opérant en Europe du Sud-Est, principalement dans les Balkans et le Caucase sous domination ottomane.

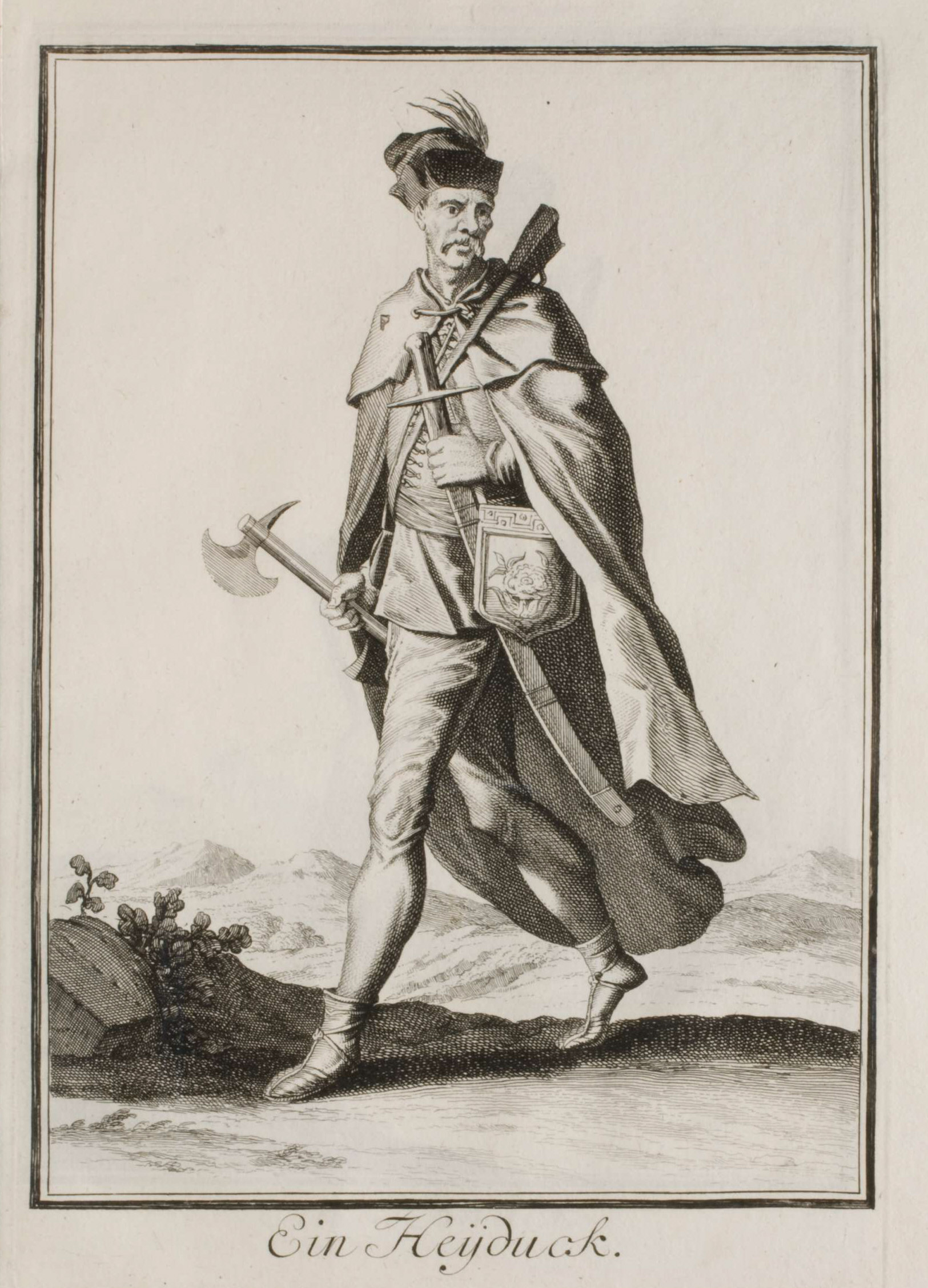
Haïdouk, gravure autrichienne de 1703.

## Dénomination
Le nom haïdouk, signifiant « hors-la-loi » en turc (haydut), diverge très peu d’une langue à l’autre : hajdú en hongrois, haiduc en roumain et moldave, hajdut en albanais, hajduk en croate, bosnien et serbe, ајдук, ajduk en macédonien, хайдутин, haïdoutin en bulgare, hayadut en arménien et гайдук, gaïdouk, en russe… En grec, on les appelle κλέφτες / kléftes : « voleurs » et on parle aussi d’aiducco en italien.  
Sa présence depuis la Hongrie jusqu’à l’Arménie indique son origine ottomane : toutefois, si en turc il signifie « hors-la-loi », « brigand », « scélérat », en revanche il est synonyme de « rebelle », « homme libre » dans les autres pays. En Hongrie, hajdú désigne un fantassin irrégulier luttant contre les Turcs ottomans, et l’historiographie hongroise soutient que dans les langues des Balkans et en turc, le mot viendrait du hongrois hajtó « conducteur (de troupeau) », au pluriel hajtók, dérivé d’une racine ougrienne haj- « courber / inciter ».  

## Généralités

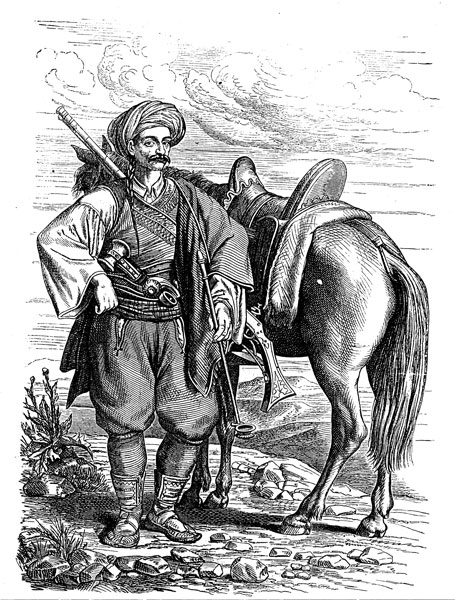
Un haïdouk d'Herzégovine avec l'attirail caractéristique : yatagan et pistolet à la ceinture, mousquet à l'épaule et pipe à la main gauche.

Dans les pays assujettis aux sultans Ottomans, mais aussi en Pologne ou en Croatie, les haïdouks sont représentés en rebelles, généreux pour les pauvres du voisinage : ils sont à ces pays ce que Robin des Bois est à la Grande-Bretagne, ou Thierry la Fronde à la France. 
Plusieurs raisons entretenaient les groupes de haïdouks (« družine » en serbe, « čete » en croate, en bulgare ou en roumain) : sécheresses, guerres, répression ottomane, différences religieuses assorties de discriminations fiscales (voir le statut des confessions dans l'Empire ottoman et la double-imposition des non-musulmans) et de l'enlèvement des garçons pour les janissaires (« tribut de sang » ou « rapt des enfants » : сакупљање ou παιδομάζωμα). On pouvait devenir haïdouk par conviction, et/ou par intérêt : manger à sa faim, échapper aux mauvais traitements dans les timars turcs (domaines agricoles), éviter un jugement, gagner de l'argent rapidement pour se marier, ou plus simplement porter des armes et être bien habillé, les Ottomans ayant interdit aux « Gyaours » ou « Roumis » (les non-musulmans) le droit de porter des armes et d'avoir une tenue recherchée. Il existait des haïdouks saisonniers : beaucoup de paysans et de bergers étaient haïdouks en été, et revenaient au travail de la terre ou au troupeaux au printemps et en automne ; l'hiver, la neige et le gel rendaient les routes et les fleuves impraticables aux caravanes, donc la « haïdouquie » (vie hors-la-loi, en serbo-croate et bulgare haïdučina ou haydutina, en roumain haiducie) devait s'arrêter, même pour les haïdouks à plein-temps qui vivaient alors (comme les paysans) sur leurs réserves.
Les Haïdouks ne sont pas seulement des brigands, mais aussi des chefs de guerre indépendants, des mercenaires au service du plus offrant, pourvu qu'ils combattent contre les Turcs. Il exista des armées entières composées de haïdouks, sur lesquels comptaient l'Autriche, Venise, Dubrovnik, la Transylvanie, la Moldavie, la Valachie ou le Monténégro, puis la Russie, dans leurs guerres contre l'Empire ottoman. Entre deux campagnes, les Haïdouks servaient à ces États chrétiens de sources de renseignements et comme cinquième colonne. Ils harcelaient fréquemment les forces ottomanes, préfigurant en cela les Comitadjis de Macédoine, les Kaçaks du Kosovo, les Tchetniks serbes et les Partisans de Tito. 
La présence des Haïdouks rendait périlleux les déplacements dans les Balkans pour les Turcs (qui ne circulaient que groupés en caravanes), et la « Sublime Porte » utilisa, pour les réprimer, les redoutables troupes de janissaires locaux qui vivaient en contact avec eux. Un haïdouk pris était certain d'être mis à mort après d'affreuses tortures, et c'est pourquoi il ne se séparait jamais de ses armes, même au lit ou dans le bain, afin de pouvoir se tuer plutôt que d'être capturé.
L'écrivain franco-roumain Panaït Istrati a conté les aventures d'une troupe de haïdouks des bouches du Danube : menés par le géant Cosma, ils ont un mode de vie nomade, s'adonnent à la contrebande, harcèlent les caravanes et abordent en lotca les caïques des marchands turcs, redistribuent le tissu et les outils à la population, utilisent l'argent volé pour corrompre les hommes de garde et ceux chargés de les poursuivre, pêchent, chassent et élèvent chèvres et moutons, s'allient parfois aux Saracatsanes et aux Roms, et ont pour devise « la liberté ou la mort » (ελευθερία ή θάνατος, slobozirea sau moartea) : il n'y a pas de vieux haïdouk, presque tous meurent violemment… mais d'une mort choisie.
Durant la période communiste, les haïdouks, perçus comme des émules balkaniques de Spartacus ou de Pougatchev, ont été magnifiés dans l'appareil éducatif et présentés non comme des combattants anti-ottomans mais comme des prolétaires en lutte contre les classes dominantes et en premier lieu contre les boyards et le clergé des riches monastères. La réalité était plus nuancée, mais la survie du haïdouk lui interdisait en effet de voler les pauvres s'il ne voulait pas être dénoncé, en revanche, il pouvait enlever et rançonner des riches. Si un riche voyageur n'avait pas d'argent sur lui mais était accompagné de ses femmes ou enfants, le haïdouk les prenait en otage. Dans certains cas il les traitait mieux que leur mari, père et maître, et certaines (surtout si elles avaient été mariées de force) ne voulaient plus rentrer ; si la rançon n'était pas versée, la famille du riche était intégrée aux groupes de haïdouks. C'est ce genre de récit qui est mis en exergue dans le feuilleton télévisuel franco-roumain La Révolte des haïdouks (dont le titre est un pléonasme car par définition il n'y a pas de haïdouk soumis).

## En Bulgarie

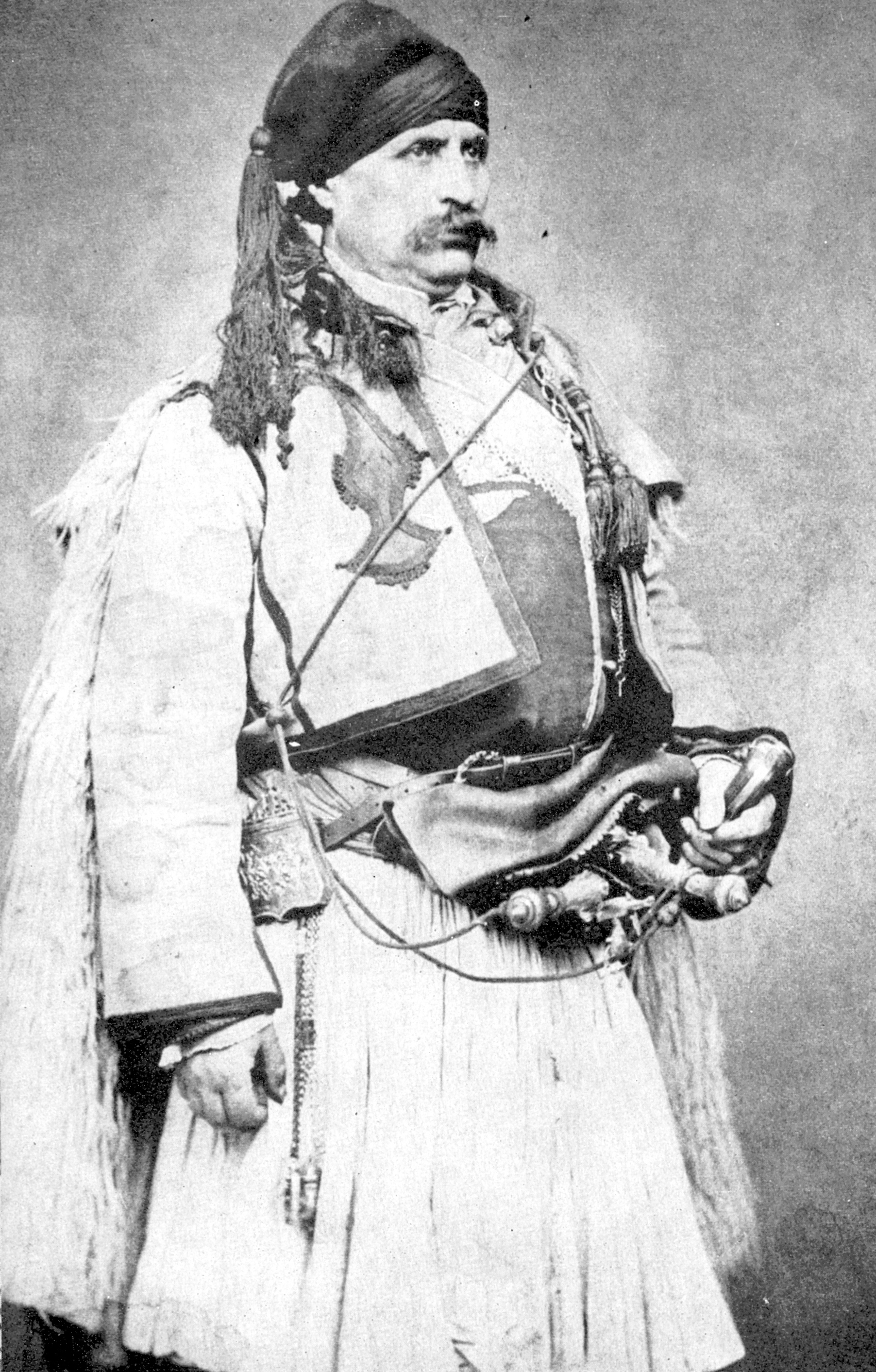
Bulgarie : le voïvode Élie (1805–1898), connu comme « le dernier Haïdouk ».

Les haïdouks incluent :
- Anguel Stoyanov Kariotov
- Panayot Hitov
- Filip Totyu
- Hadzhi Dimitar

## En Hongrie

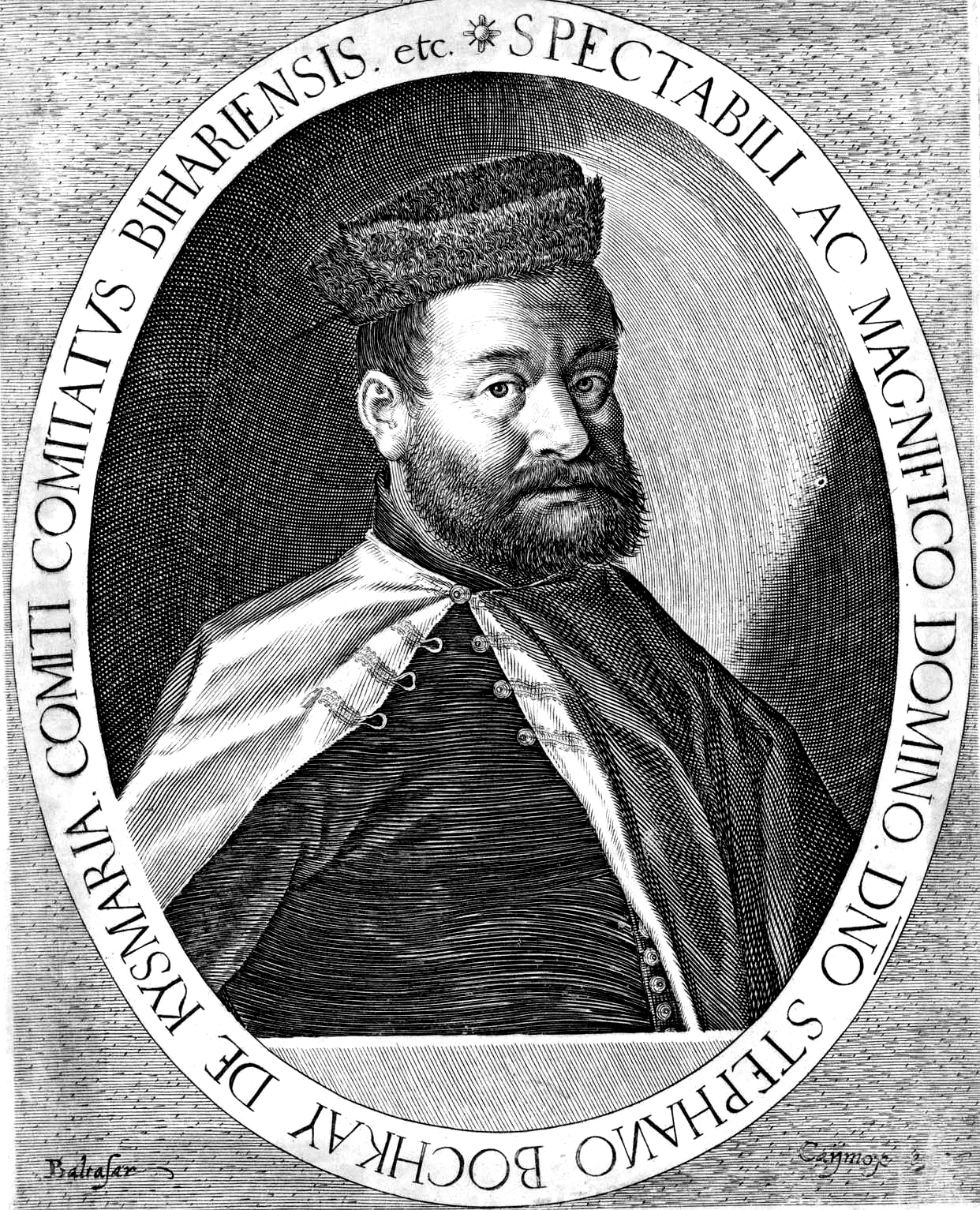
Portrait d'Étienne II Bocskai, joupan du Bihar, voïvode de Transylvanie et hajdú hongrois.

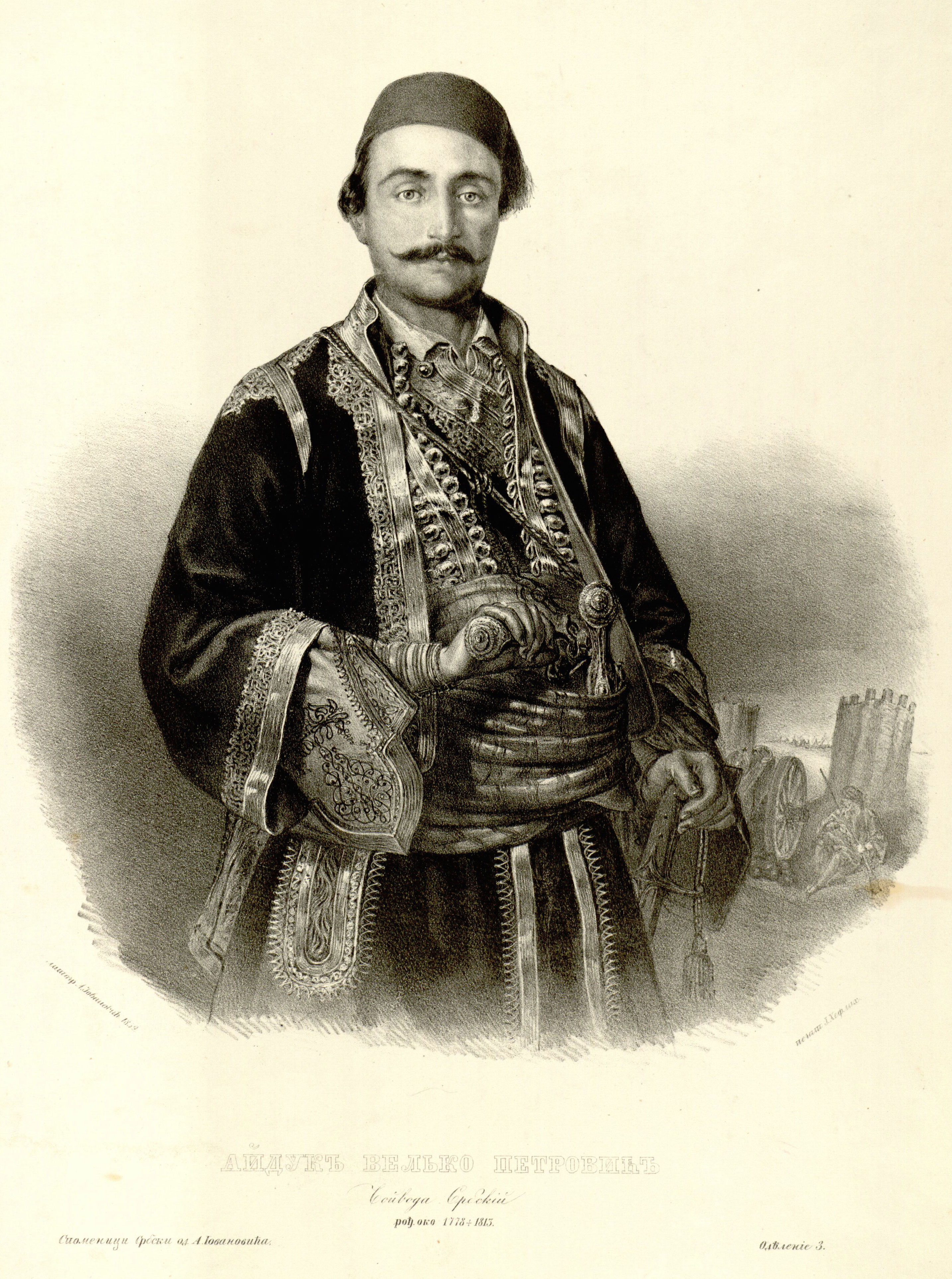
Portrait de Veljko Petrović, voïvode de Serbie et principal hajduk serbe du 18e.

En Hongrie, le territoire des hajdúk a donné naissance au Hajdúság, petite région située dans le comitat de Hajdú-Bihar. De nombreux toponymes témoignent de cet héritage, les anciennes villes hajdú notamment : Hajdúnánás, Hajdúdorog, Hajdúszoboszló, Hajdúsámson, Hajdúböszörmény, Hajdúhadház, Hajdúbagos et Hajdúszovát.

## En Serbie
C'est à partir du XIVe siècle qu'apparaissent les premiers groupes de haïdouks (družine) en Serbie. Les haïdouks serbes se rassemblaient le jour de Đurđevdan, le 6 mai (hajdučki sastanak) et se séparaient pour Mitrovdan début novembre (hajdučki rastanak).
Les haïdouks serbes étaient organisés en hajdučke družine (communautés itinérantes d'au moins 1 000 haïdouks), dirigées par un harambaša élu par la majorité des membres de la družina. Il était souvent le plus âgé et le plus expérimenté, et avait aussi une plus riche tenue, facilement reconnaissable au sein de la troupe. La družina était divisée en unités d'environ une centaine d'hommes appelées hajdučijom.
L'importance des haïdouks dans l'histoire serbe est telle, qu'ils furent à l'origine de deux dynasties royales : les Obrenović et les Karađorđević.
Les plus connus des haïdouks serbes sont :
- Marko Deli,
- Stanoje Glavaš,
- Stojan Janković,
- Starina Novak,
- Veljko Petrović (1780-1813),
- Bajo Pivljanin,
- Petar Popović Pecija,
- Petronije Šišo,
- Đorđe Rac Slankamenac (« Georges le Serbe de Slankamen »),
- Stari Vujadin.

## En Macédoine
Le plus connu des haïdouks de Macédoine est Petar Karpoch (Петар Карпош), qui a conduit une révolte contre les autorités ottomanes lors de la Guerre austro-turque, entre 1683 à 1699. Sa date de naissance et ses origines sont inconnues. En 1689 il offre son soutien à l'armée autrichienne, arrivée dans le sud de la Serbie, et le 25 octobre, Skopje est prise aux Ottomans. Les haïdouks prennent le contrôle total de la région et établissent leurs quartiers à Kriva Palanka, une importante place forte turque. À la fin du mois, cependant, les Ottomans, aidés par l'armée du Khan de Crimée, reprennent du terrain et défont les haïdouks à Koumanovo. En décembre, Karpoch est arrêté puis empalé sur le pont de Skopje et les Turcs repoussent les Autrichiens au nord du Danube.

## Dans les pays roumains
Dans les principautés transylvaine et danubiennes où vivaient les roumains (appelés, à l'époque, « valaques » par les peuples voisins) la situation était différente car ces trois pays n'étaient pas (comme le montrent à tort beaucoup de cartes historiques modernes) des provinces de l'Empire ottoman dirigées par les Turcs, mais des principautés chrétiennes ayant leurs propres princes, gouvernements, troupes et lois, et où les chrétiens n'étaient soumis à aucune des obligations qui étaient les leurs en territoire ottoman : ces États étaient simplement vassaux de l'Empire ottoman et lui versaient un tribut. Mais celui-ci était élevé, et les impôts, taxes et jours de corvées imposés par les voïvodes, l'aristocratie magyare transylvaine, les hospodars et les boyards moldaves ou valaques provoquèrent, ici aussi, la prolifération des haïdouks codreni (« des forêts », surtout pilleurs de caravanes et braconniers), munteni (des « montagnes », mi-pillards, mi-bergers) ou dunăreni (« du Danube », en fait pirates fluviaux). Les plus connus furent : 
- Toma Alimoș,
- Adrian Arghiri,
- Aureliu Aureliu,
- Stanciu Bratu,
- Negoiță Gheorghilaș,
- Baba Novac,
- Gruia lui Novac, le fils aîné de Baba Novac,
- Iorgu Iorgovan,
- Iancu Jianu,
- Andrii Popa,
- Stoian Stângă,
- Pintea Viteazul (1670-1703).